# Giornalismo

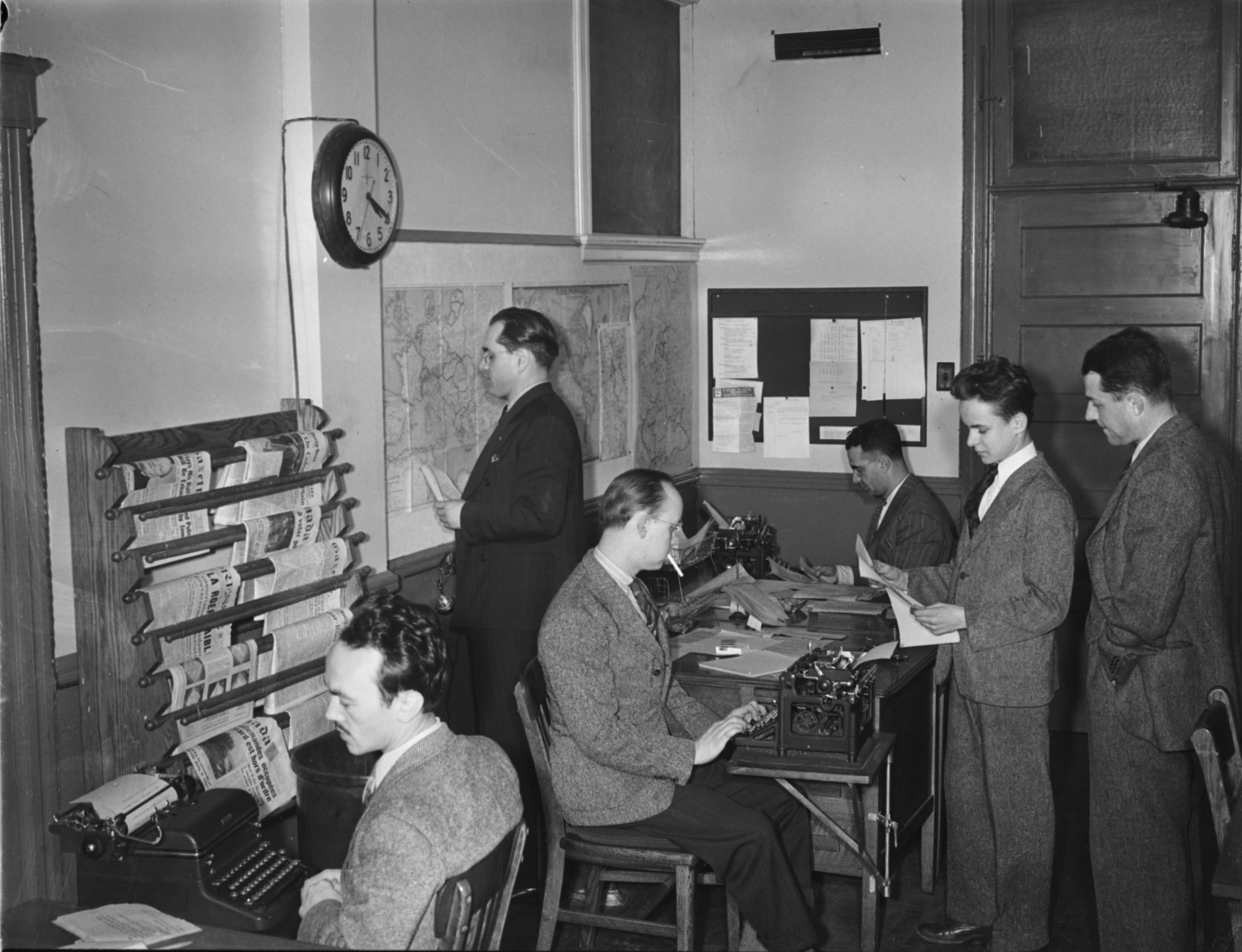
Giornalisti al lavoro in redazione. Radio-Canada/CBC, 30 novembre 1944

Il giornalismo è l'insieme delle attività e delle tecniche (redazione, pubblicazione, diffusione, ecc.) volte a reperire, diffondere e commentare notizie tramite ogni mezzo di pubblicazione. 
Il giornalismo è stato spesso definito "Quarto potere" per l'importanza che in uno Stato democratico dovrebbe rivestire e per gli interessi che coinvolge e contrasta, nonché la capacità di condizionare l'opinione pubblica.

## Storia
Se il termine giornalismo è relativamente moderno, la sua storia è molto antica e si innesta con quella della stampa, da quando cioè lo stampatore Johann Gutenberg perfezionò la tecnica di riproduzione di testi attraverso l'uso di caratteri mobili, rendendo così possibile l'abbassamento dei prezzi del libro, oggetto fino a quel momento riservato ad ambienti molto ristretti. I lontani antenati dei giornali, noti in Francia come canards (dal francese anatre, indicavano cioè il pettegolezzo), iniziano a circolare tra commercianti e banchieri nella seconda metà del Duecento e hanno una forte espansione nella prima metà del Settecento: si tratta di fogli a numero variabile di pagine che raccolgono notizie di argomenti vari, spesso di carattere miracoloso o catastrofico.
Nel corso del tempo, e in particolare nella seconda metà del XX secolo, il giornalismo – e con esso la libertà di stampa – è stato al centro di importanti battaglie: il presupposto di partenza era che un'editoria libera da ogni condizionamento possa garantire una società e un convivere civile migliori. Per queste ragioni il giornalismo è definito anche il Quarto potere (dopo quelli legislativo, esecutivo e giudiziario).

## Descrizione

### I soggetti
In senso lato, comprende le attività del giornalista e del fotoreporter, ma anche di altre figure professionali; ad esempio, sul versante del giornalismo televisivo e radiofonico, quelle del teleoperatore, del tecnico del suono e del montatore (vale a dire l'addetto al montaggio dei servizi giornalistici).

### I mezzi
I mezzi d'informazione utilizzati dal giornalismo sono molteplici: dai giornali ai mezzi di comunicazione di massa elettronici, quali la radio, la televisione e la rete internet. 

### Le fonti
Vi sono due tipi di fonti: quelle dirette, che è il giornalista a dover rintracciare, e quelle indirette, dette anche intermedie, che si organizzano autonomamente allo scopo di divulgare notizie. Nel primo caso la fonte dà informazioni grezze, che vengono trasformate in notizia dai giornalisti, previa verifica dei fatti. Nel secondo caso la fonte ha un ruolo più attivo, in quanto è essa stessa a produrre materiale (ad esempio il comunicato stampa). Fanno parte delle fonti indirette uffici stampa, pubbliche relazioni, addetti stampa, uffici di promozione, segreterie, portavoce e ingenerale le agenzie di stampa e le agenzie d'informazione.

## Nel mondo
Alcuni codici etici giornalistici, in particolare quello del Consiglio d'Europa, includono anche una preoccupazione per i riferimenti discriminatori nelle notizie basati su razza, religione, orientamento sessuale e disabilità fisiche o mentali. L'Assemblea parlamentare del Consiglio d'Europa ha approvato nel 1993 la «Risoluzione 1003» sull'etica del giornalismo che raccomanda ai giornalisti di rispettare la presunzione di innocenza, in particolare nei casi ancora sub judice.

### Europa
Il segreto sulla fonte fiduciaria è salvaguardato dalla Convenzione europea per la salvaguardia dei diritti dell'uomo e delle libertà fondamentali. L'articolo 10 («Libertà di espressione») tutela espressamente le fonti dei giornalisti, stabilendo il diritto a ricevere notizie:
(Convenzione europea dei diritti dell'Uomo.)
La Corte europea dei diritti dell'uomo ha ulteriormente rafforzato la tutela delle fonti di carattere fiduciario. Interpretando estensivamente l'art. 10, ha stabilito che tale norma comprenda anche la tutela delle fonti giornalistiche, in virtù dello stretto legame tra diritto di informare e diritto di cercare notizie. Grazie a questa interpretazione estensiva, l'art. 11 della Convenzione garantisce sia il diritto di un individuo alla libertà di espressione sia il diritto della collettività a ricevere informazioni. In tal modo i giudici sopranazionali hanno previsto una tutela più ampia rispetto a quella offerta da ordinamenti giuridici nazionali, tra cui quello italiano, che garantiscono un diritto attivo a fare informazioni, ma non uno passivo a riceverle.
Due sentenze della Corte europea hanno fatto giurisprudenza in materia. Sono le sentenze Goodwin (27 marzo 1996, Goodwin c. Regno Unito) e Roemen (25 febbraio 2003, Roemen e Schmit c. Lussemburgo, Procedimento n. 51772/99). In esse la Corte ha affermato che il diritto alla protezione delle fonti giornalistiche è da considerarsi strettamente connesso al diritto di ricevere notizie. Inoltre ha stabilito l'illegittimità delle perquisizioni negli uffici e nelle abitazioni dei giornalisti, nonché negli studi dei loro avvocati, volte alla ricerca delle fonti confidenziali. Se tale protezione non esistesse, cioè se le fonti confidenziali sapessero che un giudice può ordinare al giornalista di rivelare il loro nome, sarebbero dissuasi dal fornire notizie. Ma ciò sarebbe a detrimento della completezza dell'informazione e, in definitiva, della stessa libertà di stampa.

### Italia

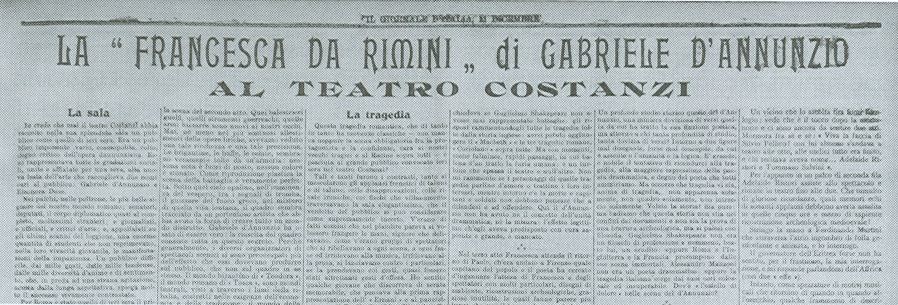
La prima storica Terza Pagina, apparsa su Il Giornale d'Italia il 10 dicembre 1901

Non esistendo una definizione legale di giornalismo, anche in virtù della libertà di stampa garantita costituzionalmente, non esiste una fonte primaria normativa a cui riferirsi. La Corte di Cassazione, nella sentenza 20 febbraio 1995, n. 1827 ha tuttavia fornito una generale definizione di giornalismo:
(Cass. Civ., sezione lavoro, 20 febbraio 1995, n. 1827.)
Il pubblico è pertanto un termine di riferimento fondamentale per la professione giornalistica: una notizia viene scritta affinché possa essere resa pubblica.
Secondo la giurisprudenza della Corte costituzionale, il giornalista è tenuto ad assicurare ai cittadini un'informazione:
(Sentenza n. 112/1993 della Corte costituzionale.)
Per quanto concerne la figura del giornalista, l'Ordine dei giornalisti e la FIEG riconoscono l'articolo 1 della legge istitutiva dell'ordine, che afferma:
La legge istitutiva dell'ordine dei giornalisti impone al giornalista l'obbligo di tutelare la segretezza delle fonti:
(legge professionale n. 69/1963.)
La violazione del segreto comporta una sanzione disciplinare (articolo 48 della legge n. 69/1963).
I giornalisti italiani devono rifiutarsi di fornire i nomi delle persone dalle quali hanno avuto notizie di carattere fiduciario anche di fronte ai giudici. L'obbligo della segretezza della fonte può essere rimosso soltanto nel caso in cui la rivelazione della fonte si riveli indispensabile ai fini della prova del reato. In questo caso il giudice (mai un pubblico ministero) ordina al giornalista di indicare la fonte delle sue informazioni (articolo 200 del Codice di procedura penale). Solo il giornalista professionista ha la facoltà di opporre al giudice il segreto sulle proprie fonti. I pubblicisti e i praticanti, invece, sono sempre tenuti a rispondere ai giudici sul segreto professionale.

### Stati Uniti d'America
Il sistema giudiziario di ogni Stato degli Stati Uniti tendeva a proteggere i giornalisti e rispettare il loro diritto assoluto a mantenere riservate le loro fonti; tuttavia, oltre al privilegio dell'esecutivo, anche il segreto professionale del giornalista negli anni Settanta è stato dichiarato recessivo rispetto all'intimazione del giudice statunitense detta sub poena ad testificandum. Avvenne nel 1972, quando un reporter del New York Times - che aveva coperto mediaticamente il movimento Black Panthers in California - ebbe dal giudice la richiesta di rivelare le informazioni che aveva sul movimento, che all'epoca era considerato terrorista: portato alla Corte suprema degli Stati Uniti, il caso Branzburg vs Hayes fu deciso stabilendo che i giornalisti non possono far valere il segreto delle fonti davanti alla giustizia federale.
La sentenza influenzò anche, decenni dopo, il giudizio reso su Judith Miller del New York Times nel caso Plame-Wilson: dopo che Miller rivelò in uno dei suoi articoli l'identità dell'agente della CIA Valerie Plame (gli agenti della CIA devono rimanere completamente anonimi), Miller ha rifiutato di dire quale fosse la fonte governativa che le aveva rivelato il nome dell'agente; incarcerata il 6 luglio 2005, fu rilasciata dal carcere tre mesi e mezzo dopo che la fonte (Lewis Libby, capo dello staff del vicepresidente americano Dick Cheney) aveva revocato la clausola di riservatezza cui aveva vincolato la sua rivelazione.